# Groupe d'armées D
Le groupe d'armées D (en allemand Heeresgruppe D) était une unité de commandement de la Wehrmacht durant la Seconde Guerre mondiale. Elle est constituée en France le 26 octobre 1940 à partir d'éléments et du personnel du Q.G. du Heeresgruppe C, est aussi stationné en partie en France, dans le Nord. 

Comme l'état-major de l'OB-West est envoyé à l'Est le 1er avril 1941, le Heeresgruppe D se retrouve donc le seul Q.G. responsable des unités allemandes en zone occupée française, en Belgique et en Hollande, et reçoit donc en plus la dénomination d'Oberbefehlshaber West le 15 avril 1941. L'utilisation du terme Heeresgruppe D est supprimé le 10 septembre 1944, seul doit subsister Oberbefehlshaber West.

## Commandants
- 25 octobre 1940, feld-maréchal Erwin von Witzleben
- 15 mars 1942, feld-maréchal Gerd von Rundstedt
- 2 juillet 1944, feld-maréchal Günther von Kluge
- 15 août 1944, feld-maréchal Gerd von Rundstedt

## Organisation
Unité organique du groupe d'armées D
- Heeresgruppen-Nachrichten-Abteilung 603

Unités sous le commandement du groupe d'armées D/Ob. West
| Date               | Unités                                                                                            |
| 1940               | 1940                                                                                              |
| ------------------ | ------------------------------------------------------------------------------------------------- |
| Novembre- Décembre | 1. Armee, 6. Armee, 7. Armee                                                                      |
| 1941               |                                                                                                   |
| Mai                | 1. Armee, 7. Armee, 15. Armee, Kommandeur der dt. Truppen in den Niederlanden                     |
| 1942               |                                                                                                   |
| Juin               | 1. Armee, 7. Armee, Armeegruppe Felber, 15. Armee, Kommandeur der dt. Truppen in den Niederlanden |
| 1943               |                                                                                                   |
| Juin               | 1. Armee, 7. Armee, Armeegruppe Felber, 15. Armee, Wehrmachtbefehlshaber (en) Niederlande         |
| Septembre          | 1. Armee, 7. Armee, 19. Armee, 15. Armee, Wehrmachtbefehlshaber Niederlande                       |
| 1944               |                                                                                                   |
| Mai                | Heeresgruppe G, Heeresgruppe B, Panzergruppe West, 1. Fallschirm-Armee                            |
| Août               | Heeresgruppe G, Heeresgruppe B                                                                    |

- (en) Cet article est partiellement ou en totalité issu de l’article de Wikipédia en anglais intitulé « Army Group D » (voir la liste des auteurs).